# Let Go Of Your Love
"Let Go Of Your Love" er en sang skrevet af det danske elektro-rock-band Dúné. Det er tredje single fra gruppens andet studiealbum Enter Metropolis fra 2009. Let Go Of Your Love udkom som single i august 2009. Selve albummet blev udgivet i Europa den 14. august samme år, mens det blev tilgængelig i Danmark den 29. august.

Den 27. marts 2010 ved finalen i den danske version af talentshowet X Factor, sang deltageren Jesper Nohrstedt sammen med Dúné nummeret foran 40.000 tilskuere i Parken i København. Musikbladet Gaffa mente at denne optræden "sad lige i skabet" og afsluttede anmeldelsen med ordene: 
| Citat | ...og afslutningen hvor de to sangere (Mattias Kolstrup og Jesper) lå på knæ og nærmest brølede omkvædet ind i ansigtet på hinanden var aftenens klare musikalske højdepunkt. | Citat |
|       | |       |

Musikvideoen til sangen er instrueret af tyske Baris Aldag.

## Produktion
Sangen blev ligesom resten af Enter Metropolis indspillet i Hansen Studios i Ribe.

### Personel

#### Musikere
- Sang: Dúné og Mattias Kolstrup
- Kor: Cecilie Dyrberg, Ole Björn Sørensen og Piotrek Wasilewski
- Keyboards: Ole Björn Sørensen
- Synthesizer: Cecilie Dyrberg og Ole Björn Sørensen
- Guitar: Cecilie Dyrberg, Danny Jungslund og Simon Troelsgaard
- El bas: Piotrek Wasilewski
- Synthesizer bas: Piotrek Wasilewski
- Trommer: Malte Aarup-Sørensen

#### Produktion
- Producer: Mark Wills, Dan Hougesen og Jacob Hansen.
- Programmering: Ole Björn Sørensen, Cecilie Dyrberg og Mark Wills
- Komponist: Mattias Kolstrup, Ole Björn Sørensen, Cecilie Dyrberg, Danny Jungslund, Simon Troelsgaard, Piotrek Wasilewski og Malte Aarup-Sørensen
- Tekst/forfatter: Mattias Kolstrup[3]